# Einsatzgruppe Tigris

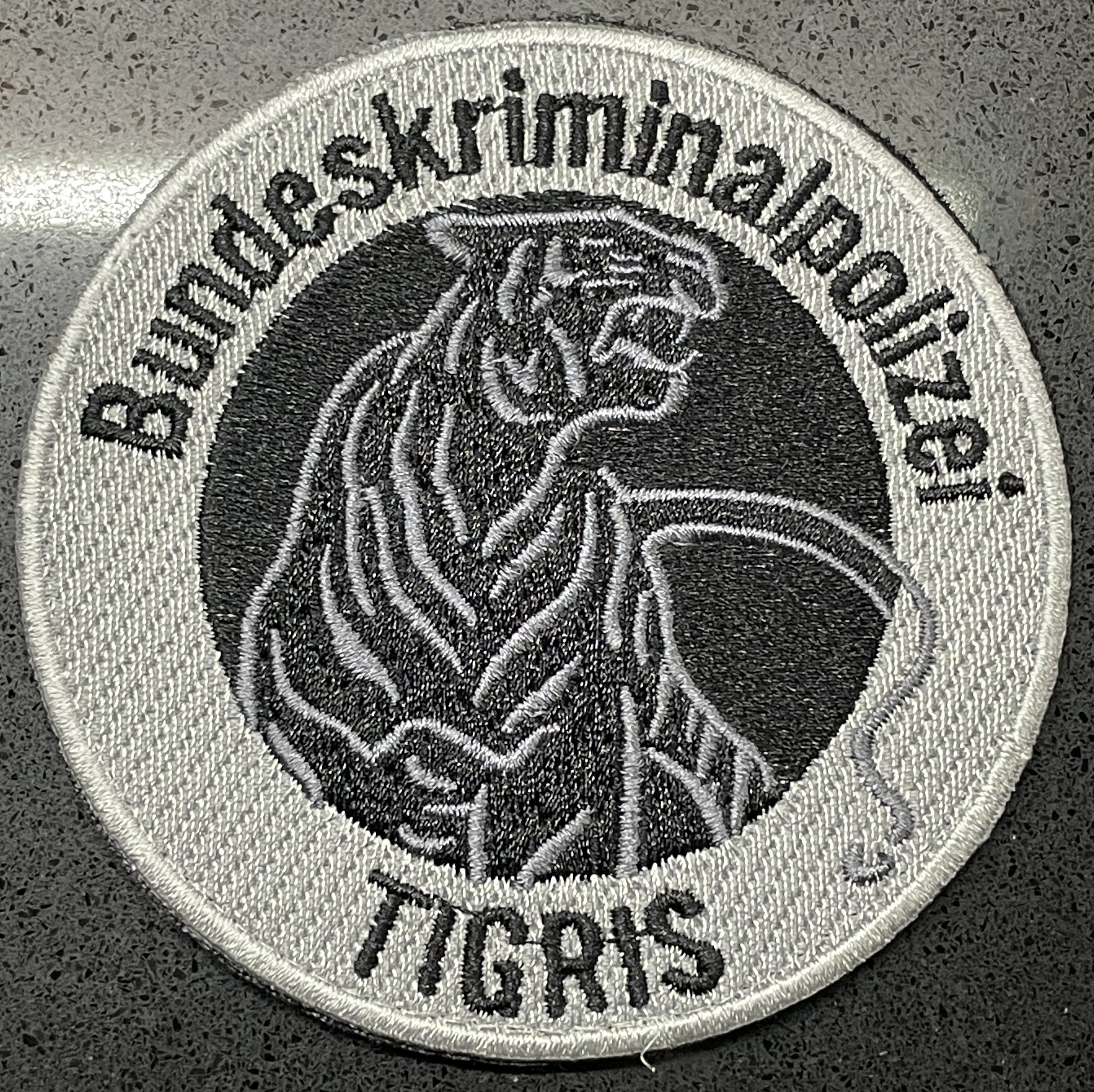
Símbolo do Einsatzgruppe TIGRIS

O Einsatzgruppe TIGRIS (Português: Grupo Tigre), é a unidade de operações especiais da polícia federal da Suíça, o setor investigativo do Bundesamt für Justiz (Português: Escritório Federal de Justiça). Em 2009, contava com 14 membros sediados na base da polícia militar em Ittigen, Bern. Em duas ocasiões distintas - 1978 e 2002 - planos de criação para uma unidade semelhante não obtiveram sucesso. Sua criação foi aprovada pelo Assembleia Federal em 2000, sendo efetuada de forma sigilosa em 1 de janeiro de 2002. Sua existência só foi revelada aos legisladores e políticos da área de segurança em 2005, ao longo de uma reunião de rotina. Somente após uma reportagem do semanal Die Weltwoche a informação se tornou conhecimento geral do público.